# Призраки Молли Хартли
«Призраки Молли Хартли» (англ. The Haunting of Molly Hartley) — американский мистический триллер 2008 года.

## Сюжет
Девочка-подросток по имени Лорел идёт на встречу со своим возлюбленным в лесу. Юноша дарит ей подарок в честь грядущего дня рождения девушки. Однако неожиданно появляется отец Лорел и уводит её. По дороге домой она говорит отцу, что выйдет замуж за любимого, как только ей исполнится 18. В этот момент у мужчины происходит нервный срыв и он просит прощения у дочери, перед тем как намеренно разбивает машину. После аварии, он видит, что девочка всё ещё жива, а затем убивает её осколком зеркала, говоря, что не может тьме позволить поглотить её.
Наши дни. На семнадцатилетнюю Молли Хартли нападает собственная безумная мать, когда её дочь возвращается из школы. Девочка выжила, но на её теле остался уродливый шрам от пореза. Молли преследуют ночные кошмары, голоса и видения. Теперь Молли живёт со своим отцом, а её мать находится в психиатрической клинике. Отец переводит девочку в новую школу, желая помочь ей начать всё сначала. В школе она начинает дружить с мальчиком по имени Джозеф, который пытается помочь ей адаптироваться на новом месте, но Молли одолевают страхи — своим странным поведением девочка начинает проявлять симптомы той же болезни, что одолела её мать.

## В ролях
- Хейли Беннетт — Молли Хартли
- Чейс Кроуфорд — Джозеф Янг
- Шеннон Мэри Вудвард — Ли
- Шанна Коллинс — Алексис Уайт
- Марин Хинкль — Джейн Хартли
- Нина Семашко — Доктор Амелия Эмерсон
- Джош Стюарт — Мистер Дрэпер
- Рон Канада — Мистер Бэннетт
- Кевин Куни — Доктор Дональдсон
- Анна-Линн Маккорд — Сьюзи Вудс
- Джессика Лаундс — Лорел Миллер
- Джейк Уэбер — Роберт Хартли
- Ариэлль Фурио — Доктор Джонс

## Отзывы
В основном, фильм получил негативные отзывы, заработав всего 28 баллов из ста на сайте Metacritic, основываясь на 10 обзорах и всего 3 % на сайте Rotten Tomatoes.
Критика LA Weekly написала: Создатели фильмов «Война динозавров» и «Во имя короля: История осады подземелья» сняли фильм ещё хуже, чем эти два вместе взятые.

## Выпуск
Изначально выпущенный независимой студией Freestyle Releasing, на DVD фильм вышел под дистрибуцией компании 20th Century Fox Home Entertainment. Премьера в Мексике состоялась 4 июня 2010 года. Релиз в Великобритании прошёл 14 июня.

## Музыка
Официальный саундтрек не был выпущен. В фильме звучали песни:
- «Preparedness» -The Bird & The Bee
- «I Don’t Wanna» — Anna Waronker
- «Rain» — Bishop Allen
- «Post Man» — The Sammies
- «17» — X-Press 2
- «Falling Out» — The Sammies
- «U A Freak (Nasty Girl)» — Chingy
- «Mad Scientist» — Madison
- «Untouched and Intact» — The Honorary Title
- «Overwhelmed» — Karen DeBerg